# Graffin Prankard
Graffin Prankard (mort en 1756) est un quaker et négociant en métaux du port de Bristol, qui a joué un rôle considérable au XVIIIe siècle dans les importations de métaux de l'Angleterre et le développement des premiers entrepreneurs de la fonte britannique. Il a en particulier profité du triplement en 25 ans du nombre de forges existant en Angleterre, entre la Glorieuse Révolution de 1688 et le Traité d'Utrecht de 1713.

## Carrière
Dans les années 1710, il tente d'exporter des métaux en Amérique du Nord mais se rabat assez vite vers la Baltique, dans les années 1720, avec le négoce du fer et du bois.
Grâce aux liens entre Bristol et les producteurs de Suède et de Russie, fournisseurs traditionnels de la Royal Navy dès le XVIIe siècle, Graffin Prankard, dont les archives complètes ont été retrouvées, est devenu vers 1730 le premier importateur de fer en Angleterre. Ses livraisons étaient réparties entre de très nombreux petits clients, principalement dans les Midlands, qui retravaillaient le métal. L'un de ses partenaires commerciaux est le négociant Francis Jennings, installé en Suède, qui contrôle jusqu'à 20 % des exportations suédoises de fer.
Le fer représente alors, selon les périodes du XVIIIe siècle, entre un tiers et la moitié des exportations suédoises, et passe en volume de 35 000 tonnes à 50 000 tonnes du début à la fin du siècle. La part de l'Angleterre dans les destinations va progressivement diminuer tout au long du siècle, passant de 60 % à 40 %.  De nombreux exportateurs suédois de cette époque sont des négociants anglais.
Les riches mines de fer de la Suède étaient exploitées depuis un siècle pour les canons de la marine anglaise et hollandaise, qui se développèrent avec la Compagnie néerlandaise des Indes orientales et le Navigation act de Cromwell. Le wallon Louis De Geer s'était mis en relation avec des Liégeois établis en Suède, dont Guillaume de Bèche pour exploiter les forges de Nyköping et Finspang, en faisant venir des wallons exilés aux Pays-Bas pour des raisons religieuses, lors de la Révolution industrielle suédoise.
À partir du milieu du XVIIe siècle, les exportations suédoises se déplacent de la Hollande vers l'Angleterre, mais se concentrent surtout vers la partie est du Pays, selon l'historien Göran Rydén, de l'université d'Uppsala, alors qu'une bonne partie du développement des forges a lieu vers l'ouest, difficulté qui est progressivement atténuée avec les aménagements de rivière en Angleterre et les efforts des négociants.
Graffin Prankard importe 20 tonnes par an de barres de fonde de Suède, puis 198 tonnes en 1723, 395 tonnes en 1726, 933 tonnes en 1728 et dans les années 1730 de 1 000 à 2 000 tonnes, selon les estimations de Göran Rydén, contrôlant à lui seul la moitié des importations de fer suédois du port de Bristol. Une partie de ce métal repart pour l'Afrique dans le cadre du commerce triangulaire pour être échangé contre des esclaves.
Graffin Prankard a par ailleurs été l'un des premiers investisseurs dans la société créée en 1709 par Abraham Darby pour réaliser de la fonte au coke dans le village de Coalbrookedale, à une soixantaine de kilomètres à l'ouest de Birmingham.